# Бурьян, Олег Юрьевич
Оле́г Ю́рьевич Бурья́н (род. 21 января 1959, Белая Церковь, Киевская область) — советский и российский художник, проживающий в Санкт-Петербурге. В 2003—2015 годах — член Московского Союза художников, с 2016 года — Санкт-Петербургского Союза художников, секции декоративно-прикладного искусства.

## Биография
Перед тем как принять решение стать художником Олег Бурьян изучал медицину в Санкт-Петербургской государственной медицинской академии им. И. И. Мечникова, работал в качестве секретаря юриста, дворника, кочегара и как последний цензор текстов рок-групп в Главном управлении культуры Мосгорисполкома во время Перестройки.
Художественное образование О. Бурьян получил в Московском текстильном колледже (художник по гобеленам), а также с 1994 по 1995 гг. изучал видеоарт и независимую документалистику в Московском государственном университете (проф. Дидра Бойл).
В работах О. Бурьян очевидны элементы архаичного и «этнического» искусства.
«Утилизованное искусство» является ещё одним названием для объектов Олега Бурьяна. Он активно использует найденные и переработанные «ready made» элементы и «мусорную эстетику». Художник свободно работает в разнообразных жанрах — от кино и телевидения, до монументальной скульптуры, иллюстрации и живописи.
Интересный период творчества — увлечение малыми скульптурными формами (игрушками, или «art-toys»).
Работы художника находятся в коллекциях Банка WestLB (Германия) и Амер спортс (Финляндия), Университета Данди (Шотландия), Киевского музея русского искусства (Украина), Санкт-Петербургского музея игрушки (Россия).

## Главные выставки и проекты

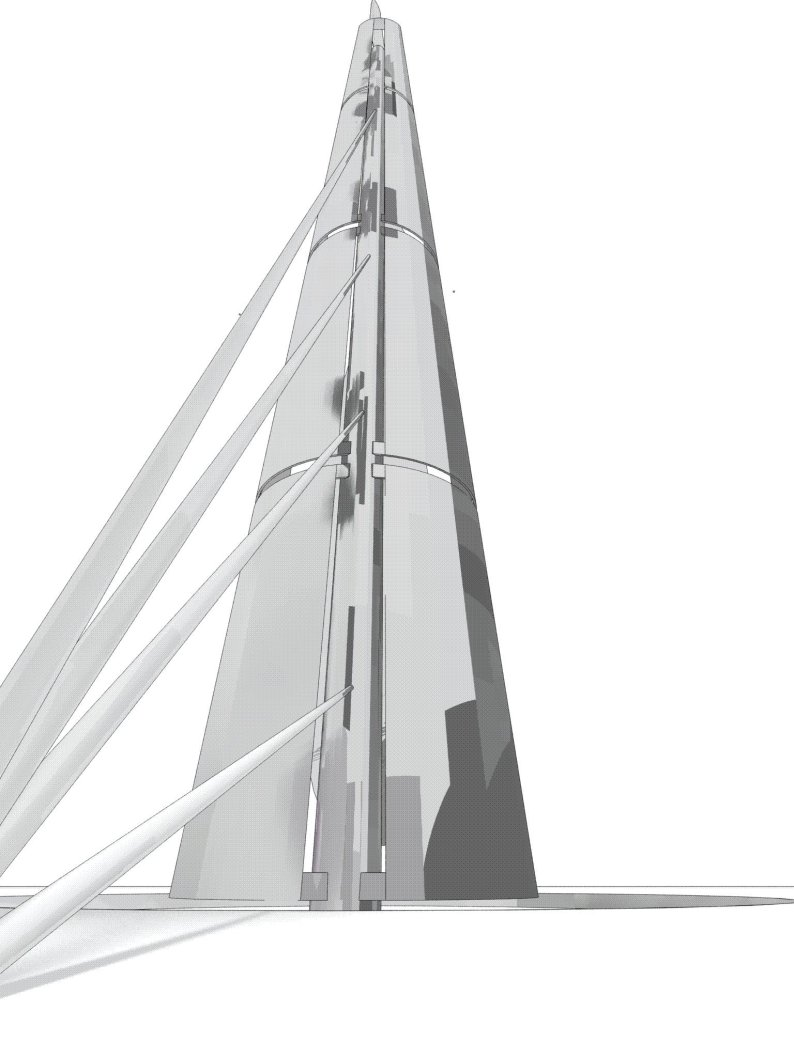
О. Бурьян для Конкурса европейской монументальной скульптуры. Организатор — ArcelorMittal, 2007 (Франция)

- 1986—1988: Осенние выставки в галерее на Малой Грузинской, 28, Москва (Россия)
- 1988—1989: Всесоюзная выставка молодых художников в Манеже, Москва (Россия)
- 1990: Банк WestLB — Международный торговый центр (Хаммер-центр), Москва (Россия)
- 1991: Перфоменс «Граждане ночи» на Эдинбургском театральном фестивале[англ.], 369-Gallery, Эдинбург (Великобритания)
- 1992: Персональная выставка «Международный инцидент» Французский институт, Эдинбург (Великобритания)
- 1993: Персональная выставка «Лысые Бурьяны» в галерее «ДАР». Центр современного искусства, Москва (Россия)
- 1994: Сотрудничество с издательством Cadogan. Иллюстрации к путеводителю по Москве и Санкт-Петербургу, составленному Rose Baring (ISBN 978-1-56440-274-5 Великобритания)
- 1994: Создание компании «Sirin prints» (открытки), совместно с W. Shon, Оксфорд (Великобритания)
- 1995: «Anabasis» — Музей русского искусства, Киев (Украина)
- 1996: «Серьёзные игры» — Музей игрушки, Санкт-Петербург (Россия)
- 1998: Персональная выставка в Фонде христианской демократии им. Ганса Зейделя, Киев (Украина) — Мюнхен (Германия)
- 2000: Персональная выставка в Российско-итальянском центре, Милан (Италия)
- 2001: Сотрудничество с Общественным российским телевидением (ОРТ), художник[2] программы «Последний герой» из цикла «Выживание», Панама (Панама) — Москва (Россия)
- 2004: «Making Moves» в галерее «Six Chapel Row and Hitchcocks», Бат (Англия) (Великобритания)
- 2005: «Haim+Handwerk» — Международная выставка арт-игрушки, Мюнхен (Германия)
- 2005: Персональная выставка «НЕнаивные игрушки»[3] — Музей игрушки, Санкт-Петербург (Россия)
- 2005: Персональная выставка «Recycled art» в Центральном Доме Художника, Москва (Россия)
- 2005: 6 скульптур для «Парка скульптур», Венеция (Италия)
- 2005: «Арт-игрушки» в замке Burg Wildegg, (Австрия)
- 2005: «Арт-игрушки» в галерее Handwerk, Мюнхен (Германия)
- 2006: Szpilman Award (Шпильман (премия)) (шорт-лист), Берлин (Германия)
- 2007: Европейский конкурс монументальной скульптуры «Искусство — Сталь»[4]. Организатор — Arcelor Mittal (шорт-лист, каталог), Реймс (Франция)
- 2007: «Something Brewing Bier»[5] для International project by Utreht University (каталог) Stedelijk Museum[6], Лейден (Голландия)
- 2008: Монументальная роспись «Grunewald» (300 м²), Ногинск (Россия)
- 2008: ArtZept-2008 International Design Award[7][8] (шорт-лист), Милан (Италия)
- 2008: Проект «ЕКО-АРТ для Google-maps»[9] — Первый международный фестиваль экологического искусства. Кронштадт (Россия)
- 2009: Международный конкурс скульптуры. Организатор — Музей современного искусства «MAXXI», Рим (Италия)
- 2009: Buryans (семейный проект) для European Cultural Foundation
- 2009: Выставка «Диалог» Всероссийский музей декоративно-прикладного и народного искусства, Москва (Россия)

### Проекты
- Project (англ.)
- Ziggurat and Labyrinth (англ.)

### Пресса
- «RussiaToday»: Interview with Oleg Buryan (недоступная ссылка) (англ.)
- «NonSoloCinema»: Venice Sculpture Park (англ.)
- «The Russia Journal»: Making art in a monkey house (англ.)
- «Большой город»: Стойло Пегаса
- Ежедневная всеукраинская газета «День»: Вещи на своих местах
- «Десятерикон». Архив статей, путевых заметок и фотографий Дмитрия Десятерика: Столица разноцветной меланхолии
- «Труд-7»: Как «Пушка» берёзу обломала
- Ежедневная всеукраинская газета «День»: Эксклюзивное интервью с художником программы «Последний герой»
- Журнал «Домашний ребёнок»: «Война миров: защитники природы и система»
- Журнал «Домашний ребёнок»: «Моя генограмма»
- Журнал «Домашний ребёнок»: «Высокий дух и высокие технологии»
- «Главная газета» (Белая Церковь, Украина): «Перед тем как стать художником, наш земляк Бурьян был хиппи и работал дворником» (недоступная ссылка)
- «Контрабанда» 2011 #3(15). Ярославль: «Московская рок-лаборатория: работники цензуры»